# The Blood
The Blood is een Britse, in Londen gevestigde punkrockband, opgericht in 1982. Onder leiding van Cardinal Jesus Hate en JJ Bedsore (alias Colin Smith en Jamie Cantwell), werd de band begin jaren 1980 geformeerd onder de naam Coming Blood. Hun muziek is een mix van hardcorepunk, oi!, heavy metal, voetbalgezangen en shockrock. Veel van hun songs bekritiseren religie of bespreken politieke of filosofische onderwerpen.

## Bezetting
Huidige bezetting
- The Cardinal (gitaar, leadzang)
- JeSus the Atheist (gitaar, zang)
- Eve Of Destruction (zang, keyboards)
- Sonic Offender (basgitaar)
- Pablo Veliz (drums)

Voormalige leden
- JJ Bedsore (leadzang, gitaar)
- Doctor Wild Thing
- Muttley (basgitaar)
- Evo (drums)
- Frankie Flame (keyboards)
- Micky James (basgitaar)
- Mark Mitchell (drums)
- Phil Butcher Taylor (keyboards)
- Gaz (leadzang, basgitaar)
- Gareth (gitaar, achtergrondzang)
- Shane Atlas (drums)
- Mark Hannan/Blitz/Shane Atlas
- Brad Sims (drums)
- Richard Hogben (drums)
- Monty-Mutent The Merciful (zang, keyboards)
- Dave Shit (basgitaar)
- The Hammond Summers (hammondorgel, piano, accordeon)
- Nick Pilton (achtergrondzang)

## Geschiedenis
Hun eerste single Megalomania maakte de paus belachelijk. Doctor Wild Thing speelde drums op Megalomania. Hun tweede single Stark Raving Normal (een dubbele A-kant met Mesrine) had kritiek op eendimensionaal patriottisme, apathie en middelmatigheid. De kardinaal noemt zichzelf een punk seculiere humanist. Hun eerste album False Gestures for a Devious Public met Evo (ex-Angelic Upstarts, Warfare & Major Accident) op drums (1983), haalde de Britse top 30 en werd door het tijdschrift Sounds verkozen tot een van de beste publicaties van het jaar. Ze werden beheerd door Garry Bushell en hun song Such Fun was te vinden op het Oi! verzamelalbum Oi! Oi! That's Yer Lot!. False Gestures For A Devious Public uit 1983 bevatte ook het nummer Mesrine, dat een volkslied was over de Franse iconoclastische gangster Jacques Mesrine. Mesrine van The Blood werd uitgebracht in 1983, wat voorafging aan de publicatie van de gelijknamige film die in 1984 werd gemaakt. J.J. Bedsore overleed in 2004 aan meervoudig orgaanfalen als gevolg van jarenlang chronisch alcoholisme.
Op 10 december 2006 werd (International Human Rights Day) The Blood opnieuw geformeerd door The Cardinal en enkele van zijn vrienden om het nummer Kill The Pimps uit te brengen bij het platenlabel Eyeline Productions. Het lied bekritiseert regeringen die een oogje dichtknijpen voor mensenhandel. Op 11 september 2007 bracht The Blood hun eerste akoestische dvd Samurai Lullaby uit bij Eyeline Productions. De filmbeelden op deze dvd zijn afkomstig uit de tragedie van 9/11. Op 1 juni 2008 bracht The Blood het akoestisch cd-album punk@theopera uit. Het conceptalbum onthult de reis van twee jonge mensen die worstelen om zichzelf te bevrijden van mensenhandelaars en een tirannieke religieuze sekte. In 2010 kwam het nieuwste werk van The Blood uit, het zelfgeschreven album @thebodysnatchersball van The Cardinal.
Op 8 juni 2012 werd The Blood opnieuw geformeerd door The Cardinal, Chema Zurita alias 'Sonic Offender' en Jesus Ruiz. De nieuwe Spaanse leden van The Blood zijn allebei opgegroeid in dezelfde stad in Alicante. Chema Zurita is ook een vaste bassist bij de Uk Subs. In december 2012 en in 2013 toerde de band langs de oost- en westkust van de Verenigde Staten, Canada, Frankrijk, Spanje en Japan en bracht de anthems uit de beginjaren weer tot leven als eerbetoon aan het werk van The Cardinal en JJ Bedsore. In maart 2014 bracht The Blood Chorus of Legends uit, een volkslied gecomponeerd voor het WK in Brazilië in 2014. In augustus 2016 publiceerde The Cardinal Vagabond Vendetta, een autobiografische fantasie die zich afspeelt in de Republiek Frestonië. In hoofdstuk elf van de roman executeert The Cardinal Jimmy Savile, Rolf Harris en Stuart Hall op basis van het historische bewijs dat Sex Pistols Johnny Rotten in 1978 aan de BBC gaf.

## Discografie

### Albums
- 1983: False Gestures for a Devious Public, Noise (heruitgebracht in 2005, Captain Oi!)
- 1985: Se Parare Nex
- 1995: Smell Yourself (cd/lp/single, Blind Beggar)
- 1998: Spillage (cd, SolidInc)
- 1999: Split Live (w/ Dizzy Dizzy) (uitgebracht in 2004) (cd, DSI Records)
- 2008: punk@theopera - zelfgeschreven cd door The Cardinal
- 2010: @thebodysnatchersball

### Singles en ep's
- 1983: Megalomania ep
- 1983: Stark Raving Normal
- 1996: Fabulous as Usual ep
- 1997: Boots
- ????: Kill the Pimps

### Compilatie optredens
- Such Fun (op Oi! Oi! That's Yer Lot)
- Stark Raving Normal (op Oi Fuckin' Oi)
- Incubus (op Metal Inferno)